# Jan Roth (Kameramann)
Jan Roth (* 10. November 1899 in Náchod, damals Österreich-Ungarn; † 4. Oktober 1972 in Prag) war ein tschechoslowakischer Kameramann beim heimischen und reichsdeutschen Film.

## Leben und Wirken
Jan Roth hatte sich nach seinem Schulbesuch zu Beginn des Ersten Weltkriegs der k.u.k.-Marine angeschlossen, weil er eine Ausbildung zum Elektroingenieur anstrebte. Nach 1918 wieder im Zivilleben, ging er an das Deutsche Theater Prag und erhielt dort die Stelle eines Beleuchters. 1923 knüpfte Roth über Karl Anton seinen ersten Kontakt zum Kino. 1926 trat er mit einer winzigen Rolle im Spielfilm Lásky Kacenky Strnadové vor die Kamera und wurde noch im selben Jahr bis zum Ende der Stummfilmzeit Chefbeleuchter in einem kleinen Filmstudio. In dieser Funktion war Roth auch an dem tschechischen Stummfilmklassiker Erotik beteiligt.
Mit Beginn der Tonfilmära wechselte Jan Roth hinter die Kamera. Er wurde Assistent von Otto Heller, der mit dem Regisseur Karel Lamač und dem Filmstar Anny Ondra ein festes Gespann bildete. Nach einer Zeit als einfacher Kameraoperateur begann Roth Mitte der 1930er Jahre eigenständig Filme zu produzieren und drehte auch mehrfach deutsche Filme, die bisweilen in der Tschechoslowakei entstanden. Auch nach Zerschlagung der Rest-Tschechei 1939 erlebte der versierte Bildgestalter keinen Karriereeinbruch – im Gegenteil: Von 1940 bis zum Jahresbeginn 1945 war Jan Roth überaus gut beschäftigt und stand bei einer Reihe von (zumeist in Prag entstandenen) reichsdeutschen Produktionen hinter der Kamera. Bei zwei großen Publikumserfolgen Helmut Käutners, Auf Wiedersehn, Franziska und Wir machen Musik, zeichnete Roth ebenfalls als Chefkameramann verantwortlich.
Auch die Befreiung von der NS-Herrschaft in seinem Lande brachte dem Wahl-Prager angesichts seiner engen Kollaboration mit Filmemachern des Hitler-Regimes 1945 keine Nachteile. Roth setzte noch im selben Jahr unbeschadet seine Leinwandkarriere fort und hatte in der Folgezeit seine größten Erfolge mit Märchenfilmen und einem mit dem tschechischen „Nationalhelden“, dem Soldaten Schwejk (Melde gehorsamst), im Zentrum des Geschehens. Als Käutner 1965 für die Außenaufnahmen seiner Fernsehproduktion Robin Hood, der edle Räuber in die Tschechoslowakei reiste, kam es zu einer erneuten Zusammenarbeit Roths mit dem bundesrepublikanischen Starregisseur. Kurz vor dem Erreichen seines 70. Lebensjahrs beendete Jan Roth seine jahrzehntelange Karriere. 1968 wurde er für sein Lebenswerk als „Verdienter Künstler“ (tschechisch: Zasloužilý umělec) ausgezeichnet.

## Filmografie
- 1934: Jägerblut (Pozdní máj)
- 1934: Rozpustilá noc
- 1935: Liebe auf Bretteln
- 1935: Cácorka
- 1935: Pozdní láska
- 1935: Viktorka
- 1936: Arme kleine Inge
- 1936: Divoch
- 1936: Lojzička
- 1936: Vojnarka
- 1937: Liebe im Dreivierteltakt (Der letzte Wiener Fiaker)
- 1937: Sprung ins Glück
- 1937: Batalion
- 1937: Falešná kočička
- 1937: Panenství
- 1938: Rote Rosen – blaue Adria
- 1938: Lucerna
- 1938: Bílá vrána
- 1938: Jarka a Věra
- 1938: Slečna matinka
- 1938: In Versuchung (V pokušení)
- 1939: Humoreska
- 1939: Kouzelný dům
- 1939: Veselá bída
- 1939: Věra Lukášová
- 1940: Čekanky
- 1940: Arthur und Leontine
- 1940: Unser kleiner Junge
- 1941: Auf Wiedersehn, Franziska
- 1941: Familienanschluß
- 1941: Sein Sohn
- 1942: Wir machen Musik
- 1943: Liebespremiere
- 1943: Geliebter Schatz
- 1943: Experiment
- 1943: Der zweite Schuß
- 1944: Dir zuliebe
- 1944: Spiel
- 1945: Leuchtende Schatten
- 1945: Die Ungeliebte (Rozina sebranec)
- 1945: Jenom krok
- 1946: Nezbedný bakalář
- 1947: Portási
- 1948: Podobizna
- 1949: Čertova stěna
- 1949: Keine Angst um Peppo! (Pětistovka)
- 1950: Razek findet Anschluß (Racek má zpoždění)
- 1951: DS 70 fährt nicht aus (DS 70 nevyjíždí)
- 1952: Die stolze Prinzessin (Pyšná princezna)
- 1953: Výstraha
- 1954: Hochzeit war noch nicht (Ještě svatba nebyla)
- 1955: Es war einmal ein König (Byl jednou jeden král…)
- 1956: Spartakiáda (Dokumentarfilm)
- 1956: Robinsonka
- 1956: Jurášek
- 1957: Melde gehorsamst (Poslušně hlásím)
- 1959: Die Prinzessin mit dem goldenen Stern (Princezna se zlatou hvězdou)
- 1961: Die weiße Spange (Bílá spona)
- 1962: Bitte nicht wecken! (Prosím nebudit!)
- 1965: Robin Hood, der edle Räuber (Fernsehfilm)
- 1967: Zločin a trik I. (Fernsehfilm)
- 1968: Nejlepší ženská mého života